# De Pelagiske Øer
Pelagiske øer (it:Isole Pelagie), er en italiensk øgruppe, beliggende i Middelhavet mellem Sicilien og Tunis, bestående af øerne Lampedusa, Linosa og Lampione.
Øerne er en del af den italienske provins Agrigento.
Navnet Pelagie stammer fra det græske ord "pelaghia", som betyder høj sø.
Arkipelaget er den sydligste del af Italien, og er en del af det afrikanske kontinent.
- Wikimedia Commons har flere filer relateret til De Pelagiske Øer

35°40′N 12°39′Ø / 35.667°N 12.650°Ø